# Virgen de Urkupiña
La Virgen de Urkupiña, Virgen de Urcupiña o Virgen de Urqupiña es una advocación de la Virgen María con el Niño Jesús en brazos, que se venera el 15 de agosto en la ciudad de Quillacollo, capital provincial a 14 km de la ciudad de Cochabamba en Bolivia. Comparte fiesta con el día de la "Asunción de María", cuando María siendo ya anciana es llevada al cielo. Por estos motivos la Virgen de Urkupiña es mal llamada Asunta. 

## Leyenda
Según la tradición popular, a fines del siglo XVII, hacia el sudoeste de Quillacollo, vivía una familia de campesinos que subsistían gracias a la utilidad de su pequeño rebaño de ovejas que se encontraba al cuidado de la hija menor. La muchacha se dirigía a diario hacia las bajas colinas del frente de Cota, pasaba el río de Sapinku, donde había pasto en abundancia para su rebaño. Un día de agosto, se le habría aparecido una señora con un niño en brazos, con la que sostenía largas conversaciones en el idioma del lugar, el quechua. La pastorcita jugaba con aquel niño en las aguas de una vertiente que brotaba de las rocas.
Desde entonces, casi siempre la muchacha demoraba al retornar a la choza de sus padres. Cuando ellos le preguntaron el motivo, la niña relató sus encuentros  con la señora a quien llamaba “la mamita y el niño”. Decía que descendían a jugar con ella en la chimpa juturis (o chimpa pilas), que así se llamaban y continúan llamándose las dos vertientes de agua clara y dulce situadas al pie de la colina. Al oírla, sus padres se alarmaron y se dirigieron repetidas veces a la verde colina para convencerse de los increíbles relatos.
Al reiterarse la visita de la «Mamita», la niña fue en busca de sus padres y estos buscaron al Doctrinero (las parroquias eran denominadas doctrinas y, por extensión al sacerdote, Doctrinero), y vecinos del rancherío, que anoticiados del acontecimiento decidieron cerciorarse de su veracidad, acudiendo al lugar donde la niña los guiaba. La Virgen, al ver que la pastorcita no aparecía se levantó de donde estaba y subió cuesta arriba el cerro, mientras la niña gritaba indicando con el dedo, en quechua Jaqaypiña urqupiña, urkupiña, que en español significa «ya está en el cerro» (urqu=cerro, piña=ya está), de ahí el nombre castellanizado. Cuando llegaron a la cima la señora desapareció, pero lograron ver una imagen celestial que se esfumaba en la maraña de los algarrobales, cactus y ululas. Convencidos de que la visión era extraña, corrieron al pueblo. El párroco convocó a los pobladores, y junto a otras autoridades acudieron al lugar del prodigio frente a la ranchería de Cota. La multitud bulliciosa trasladó esta imagen a la capilla de Quillacollo y desde entonces es conocida como la Virgen de Urkupiña, que es muy venerada por el pueblo boliviano y los relatos de los milagros que se prodigan a sus devotos son extraordinarios. En ese lugar se construyó una capilla de la Virgen, que se ha trasladado al templo Matriz de Quillacollo hasta donde llegan peregrinos de toda Bolivia y Sudamérica para venerar a la patrona de la Integración Nacional. (El relato fue elaborado por monseñor Francisco Cano Galvarro y Mercedes Anaya de Urquidi).

## Historia y documentación

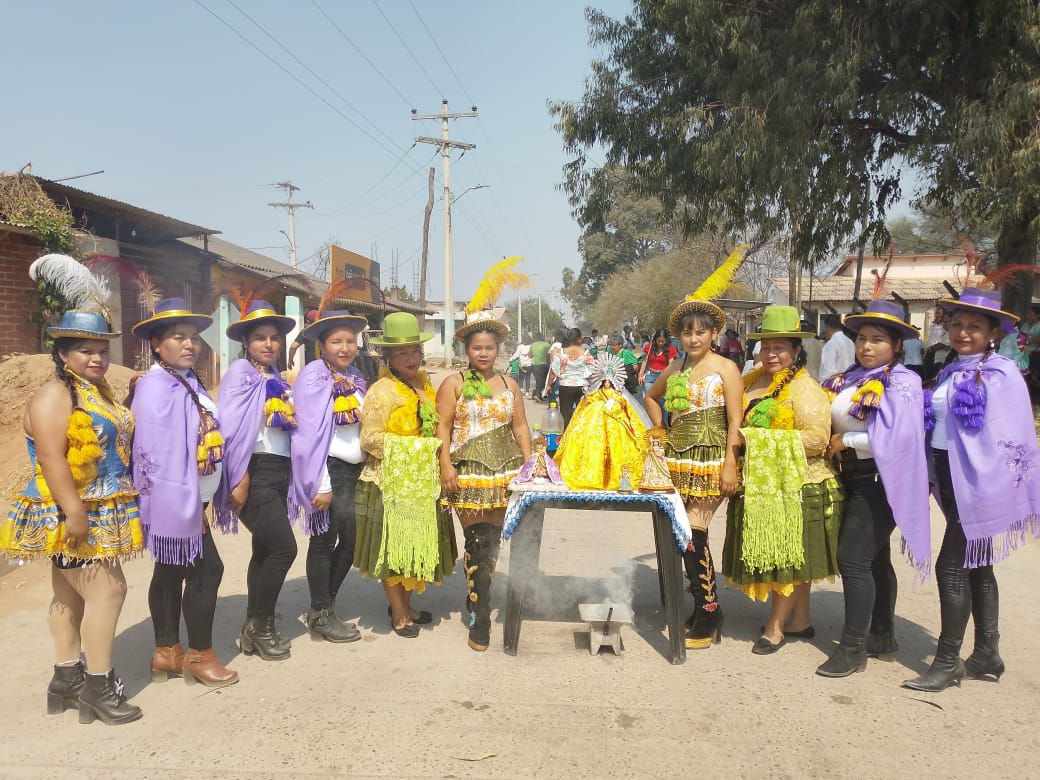
Mujeres bailando en honor a la Virgen de Urkupiña, en la comunidad Yaguacua, en la provincia del Gran Chaco, Bolivia (2024).

Aunque no existe dato alguno respecto a la fecha exacta del reconocimiento oficial de la Virgen de Urkupiña como imagen auténtica mariana, según algunas fuentes está establecido que el culto a dicha imagen se remonta a la época del virreinato (siglo XVI). Sin embargo, no existe un solo documento que apoye fehacientemente esta afirmación y es más posible que el culto se haya iniciado hacia mediados del siglo XVIII.
La historia de la Virgen de Urcupiña se remonta a la época virreinal, como se señala en "la Leyenda de la Virgen", donde una pastorcita comunica sus encuentros con una gran Señora, que al perderse por la montaña señala a la señora diciendo en su idioma nativo Urkupiña, que quiere decir «ya está en el cerro». 
Así comienza esta historia de fe junto a «Nuestra Señora la Virgen María de Urcupiña», aunque se carece de documentación precisa sobre los inicios de esta fiesta, por ser una fiesta de los «indios» que se realiza en la doctrina del «Valle Grande de San Ildefonso de Quillacollo». Su fiesta se celebra cada 15 de agosto en honor a la Asunción de la Virgen María.

La documentación explícita acerca de la festividad de la Virgen de Urcupiña menciona:
"Una de las cargas más costosas por el fasto y solemnidad que reviste su celebración es la fiesta de la Virgen, que el 15 de agosto, realiza el Curato de Vallegrade de San Ildefonso de Quillacollo, excediendo los gastos de esta a los dos mil pesos y más" (1760)
Una pintura de la imagen de la Madre en el arte Virreinal que data de 1761, con el nombre de «Virgen de Urkupiña». 
"Mando por el auto que se halla en dicho libro original que su merced bajo de precepto de Santa obediencia, solicítese las perlas pertenecientes a Ntra. Señora de Orqopiña y demás bienes extraídos pertenecientes a esta Iglesia" (Libro de Fábrica de la Iglesia de San Ildefonso de Quillacollo, 1770).
"El alumbrado de la Iglesia de Quillacollo en la mayor parte del año se ayuda con las ceras que los devotos llevan a la festividad de Nuestra Señora conocida con el nombre de Urcupiña." (Libro de Fábrica de la Iglesia de Quillacollo 1848 - 1855)
Entre las muchas historias que se cuenta acerca de la Virgen, señalan los habitantes de Quillacollo que los soldados quillacolleños alistados en el batallón Aroma, que perteneció al Regimiento Colorados al despedirse de Quillacollo, pidieron la protección de la patrona y llevándose consigo una imagen bordada en tela y más de un veterano del pacífico narró que la "Virgen de Urcupiña" acudió en ayuda de ellos..." (1880)
También fue importante su intercesión durante la guerra del Chaco (1932 - 1934), los soldados nombraban madrinas de guerra a importantes damas de la época, que con todo amor y buena fe en los milagros de la «Virgen de Urkupiña» se prendían en el pecho un escapulario con la imagen y la bendición de la «Virgen de Urcupiña» para que les acompañe en los campos de batalla. 
En la década de los '70', Santa Cruz creció a grandes pasos y de pronto la fiesta de Urcupiña se llenó de cruceños que comenzaron a formar parte del festejo. La mayoría de ellos eran comerciantes que llegaban a postrarse plata de la Mamita y retornaban para devolverle el préstamo. Así el culto a la Virgen abrió tres ministerios: de finanzas, vivienda y transporte, porque la gente llegaba a pedir platita, casita o camioncito. 
En la década de los '80' tuvo gran impacto la publicación de artículos en un libro bajo la dirección del periodista Rafael Peredo Antezana con el título El Milagro de Urkupiña (1979), donde se recoge información valiosa de muchos años de historia, como aquel donde se anunciaba que más de diez mil peregrinos de Santa Cruz Viajaron a Urcupiña.

## Templo de San Ildefonso

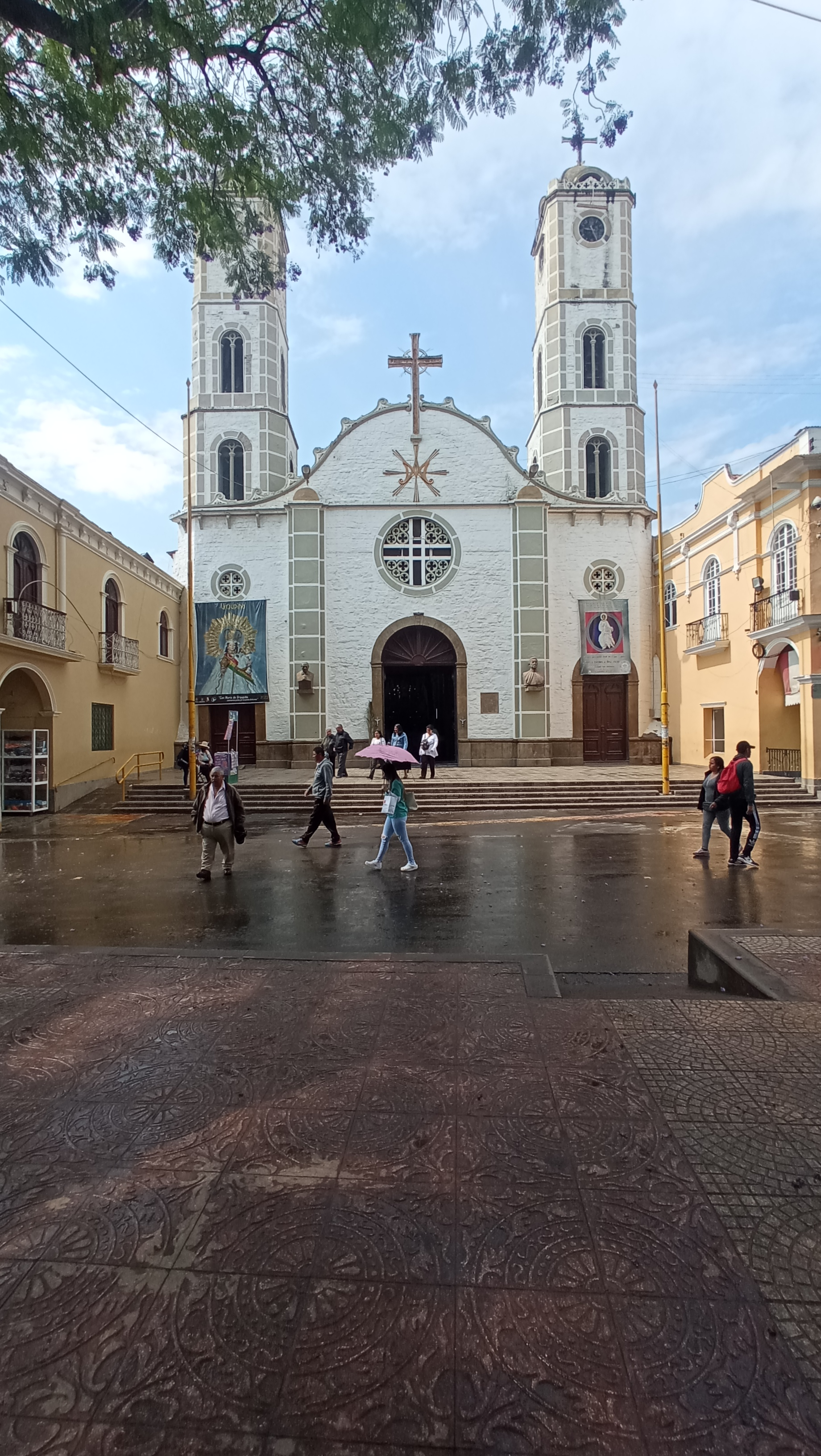
Vista frontal del templo de "San Idelfonso", en el centro urbano del municipio.

Uno de los monumentos históricos más importantes que tiene Quillacollo es la Iglesia de San Ildefonso, que empezó a construirse mucho después de los sucesos milagrosos de la aparición de la Virgen. La primera piedra del templo se colocó en 1908, siendo el párroco el Rvdo. Padre Fructuoso Mencia, y se concluyó en 1947 con el Mos. Francisco Cano Galvarro. En su altar se encuentra entronizada la Patrona de la Integración Nacional, la Virgen María de Urkupiña.

## Santuario
Debido a que desde tiempo inmemorial se venera en el templo de San Ildefonso de Quillacollo arquidiócesis de Cochabamba, a nuestra Señora, bajo la Advocación de Virgen María de Urkupiña.

## Basílica
Es un proyecto anhelado que se retomará después de más de 20 años de espera. Existe un terreno consolidado y amurallado de más de 20 hectáreas de propiedad de la Parroquia de Quillacollo, Está previsto que la edificación albergue a más de 10 000 personas dentro y 5000 en exteriores.

## Fiesta

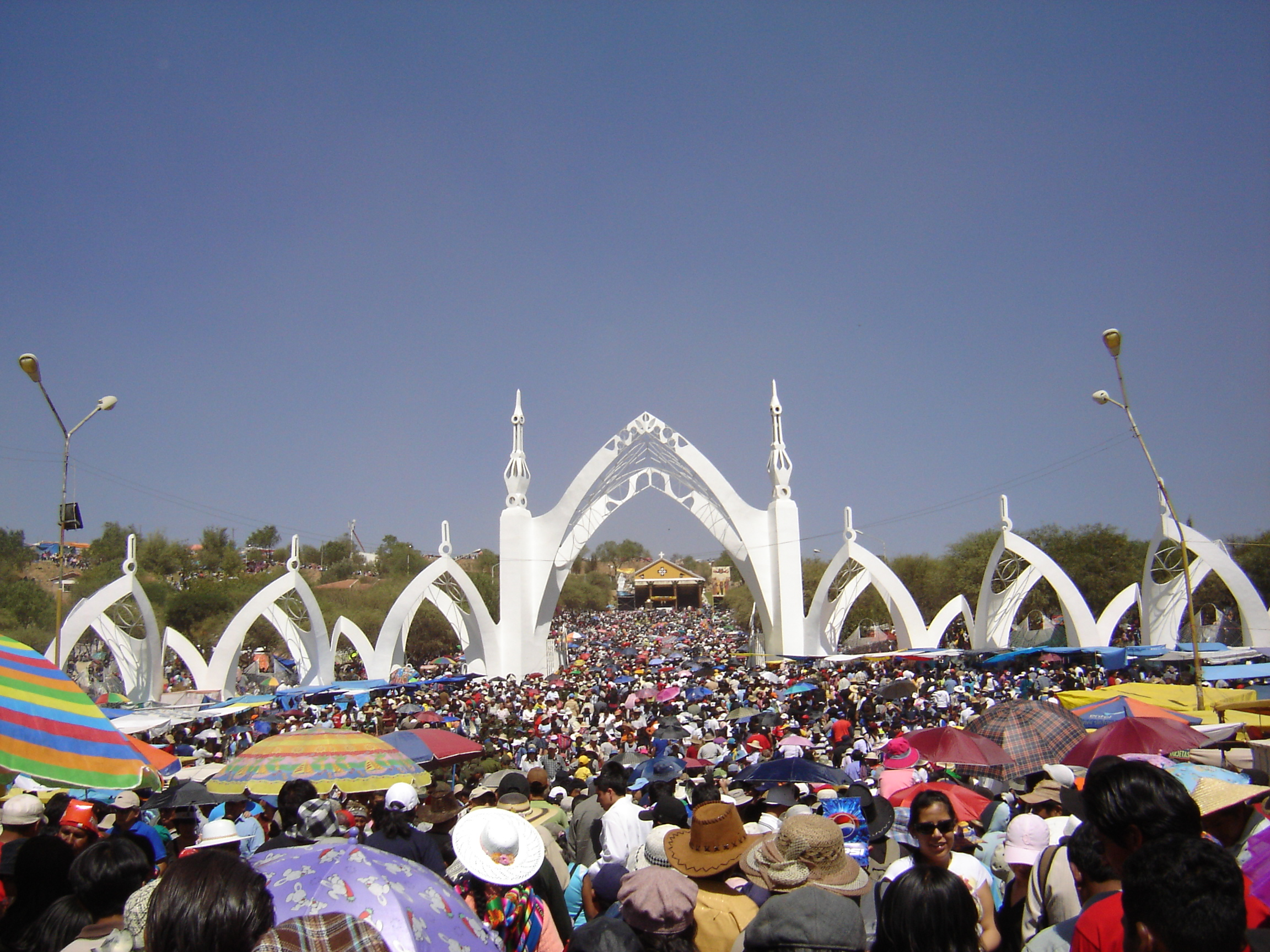
La multitudinaria peregrinación de devotos al Calvario de la Virgen María de Urqupiña, en el Cerro Cota, lugar de su aparición.

En la actualidad, la festividad en honor a la Virgen de Urkupiña forma una serie de eventos que marcan la vida en Quillacollo en julio y agosto. Empiezan con la Fastuosa Entrada Folclórica el 14 de agosto, un desfile de cerca de diez mil bailarines disfrazados y acompañados por músicos, evento inspirado por el Carnaval de Oruro que durante la segunda mitad del siglo veinte logró concentrar y estandarizar la multitud de expresiones folklóricas bolivianas y ahora se constituye la máxima expresión del complejo folklórico-religioso nacional y urbano de Bolivia por su colorido y majestuosidad, por la participación de miles de feligreses y engalanada con sus variadas músicas y danzas.
El 15 de agosto se celebra la misa solemne de fiesta, con la asistencia de las Autoridades Eclesiásticas, Nacionales y Departamentales de Bolivia, que finaliza con la procesión de la imagen de la Virgen de Urkupiña por algunas calles del centro de la ciudad de Quillacollo y la repetición de la Entrada Folklórica. 
La fiesta culmina el 16 con la romería popular al cerro Cota (Calvario) donde, según la tradición, apareció la Virgen. En el calvario se realiza una serie de ritos, como la sacada de pedazos de piedra en señal de préstamo de bienes espirituales y materiales, con la promesa de volver al año siguiente para devolver los correspondientes intereses; y también está la compra simbólica de pequeños lotes de terreno y otros objetos en miniatura (casas, movilidades, títulos profesionales, etc.), con la esperanza de adquirir uno real hasta el próximo año. En ambos casos se realiza la ch'alla (libación y ofrenda a la Pachamama), pidiendo las bendiciones y favores a la Virgen de Urkupiña. 
La fiesta suele atraer a cerca de un millón de feligreses y turistas nacionales e internacionales y constituye un hito importante tanto en la vida religiosa y social como en la economía, el folklore y el recorrido turístico en Bolivia y Sudamérica.

## Distinciones

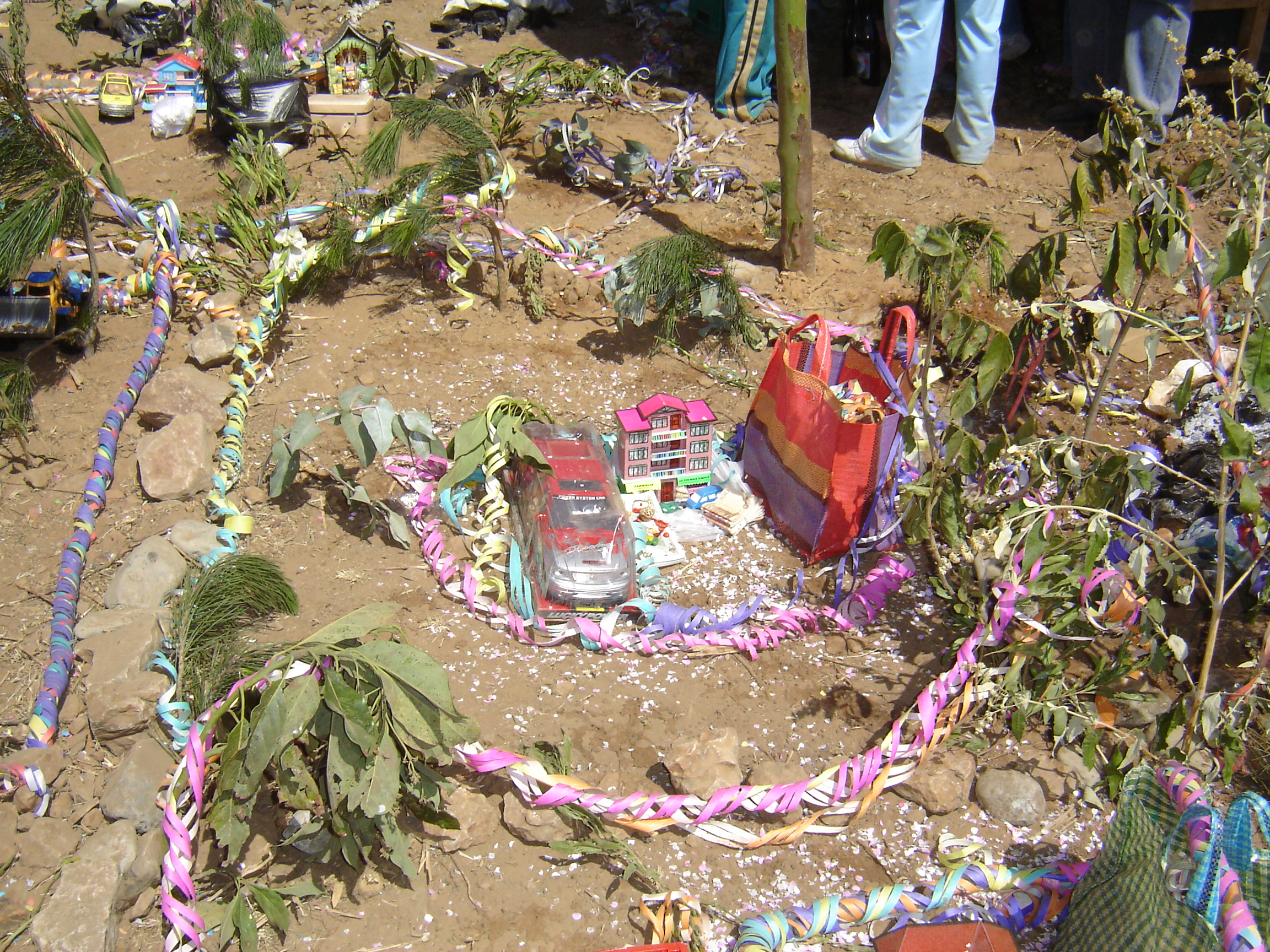
Ch'alla de los lotes de terreno y otros objetos en el Calvario de la Virgen María de Urqupiña.

El 8 de diciembre de 1998 ha sido nombrada Patrona de la Integración Nacional por el gobierno de Bolivia.
El 13 de agosto de 2012 se entregó a la Virgen de Urkupiña la Medalla de Honor al Mérito Cultural, en reconocimiento a su imagen y su festividad como parte de una de las máximas expresiones culturales de Bolivia.

## Propuesta de patrimonio cultural y material
Desde hace varios años se ha considerado proponer la Festividad de la Virgen de Urkupiña como Patrimonio cultural inmaterial de la humanidad por la UNESCO. En 2019 se empezó a impulsar esta propuesta, debido a su sincretismo cultural y religioso donde conviven las prácticas ancestrales prehispánicas con las prácticas religiosas actuales.

## Devoción en otros países

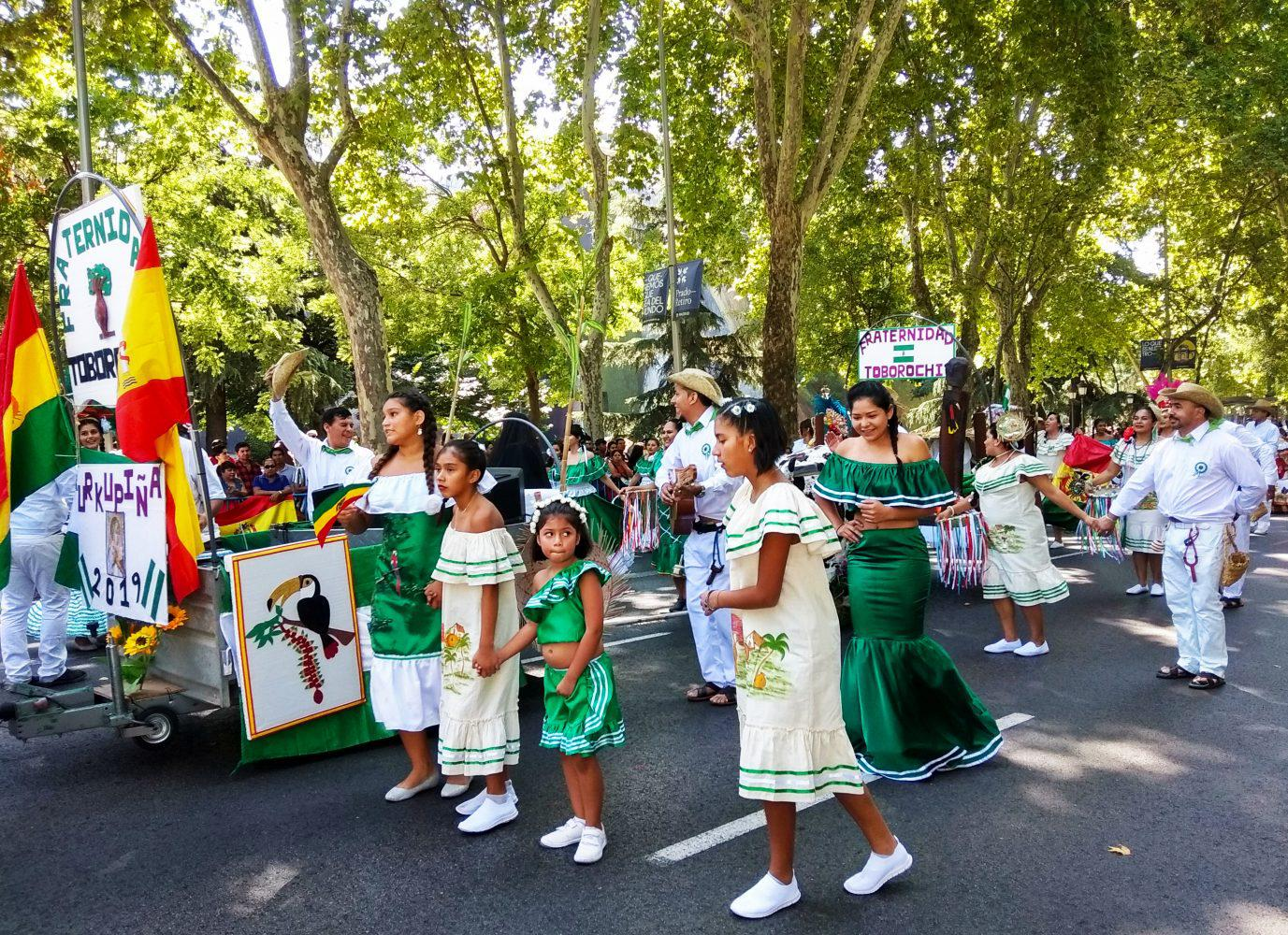
Celebración a la Virgen de Urkupiña de la comunidad boliviana en Madrid.

Debido a la emigración boliviana, la Virgen de Urkupiña ha empezado a ser festejada en numerosas ciudades del mundo donde hay comunidades de bolivianos grandes y medianas, como por ejemplo:
- Barrio «Villa El Libertador», Córdoba, Se celebra desde 1982.Autos con ofrendas para la Virgen de Urkupiña en Villa el Libertador, Córdoba, Argentina.

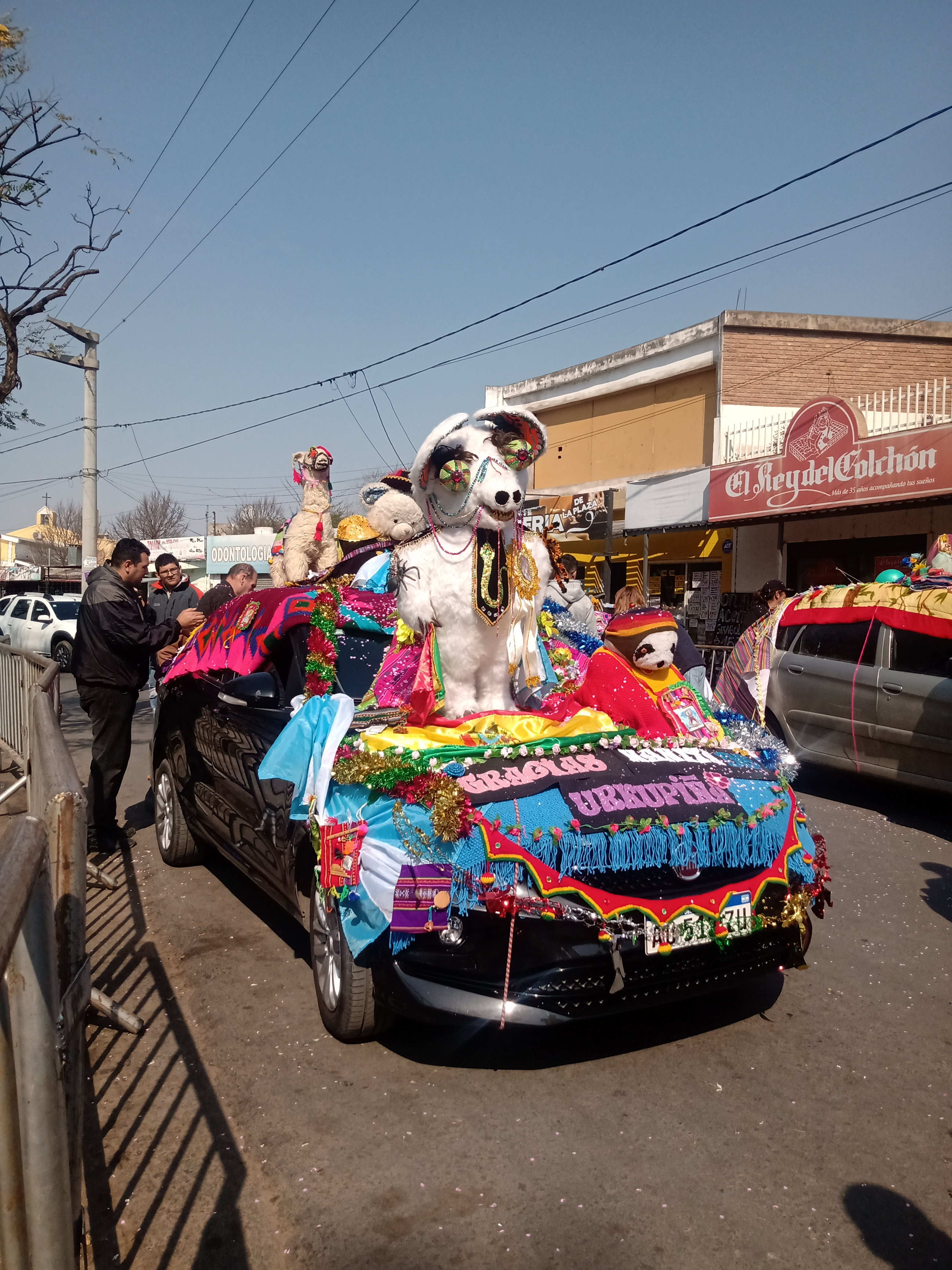
Autos con ofrendas para la Virgen de Urkupiña en Villa el Libertador, Córdoba, Argentina.

- En la ciudad de Río Gallegos Argentina. Se celebra desde 2009.
- La comunidad boliviana de Rincón de los Sauces, Argentina, se ha sumado estos últimos años a esta celebración.
- En la ciudad de Calama se celebra desde finales del siglo XX.
- En Madrid[4] y Barcelona emigrantes bolivianos lo celebran desde inicios de siglo. Asimismo en la villa de Fuente Vaqueros, la comunidad boliviana de Granada ha empezado a celebrar esta fiesta en los últimos años.[cita requerida]
- La comunidad boliviana de Liverpool en la ciudad de Sídney, Australia celebra esta fiesta desde 1993.
- Residentes bolivianos en Tandil, Argentina, desde 2014. Sus custodios/esclavos son la familia Menacho-González.
- En la Ciudad Autónoma de Buenos Aires, desde 1998. Se lleva la celebración en honor a la Virgen de Urkupiña. Es Patrona de una emisora radial que lleva su nombre. Está entronizada en la Parroquia Nuestra Señora del Rosario de Nueva Pompeya.
- En la ciudad de Bérgamo (Italia) llega la primera imagen en el año 2002, celebrándose la fiesta desde entonces. Actualmente la imagen se encuentra entronizada en la Iglesia de San Bartolomé (centro de Bérgamo).
- En la ciudad de La Plata (Argentina) la comunidad boliviana se congrega para celebrarla en un templo dedicado a ella, perteneciente a la parroquia Nuestra Señora de la Luz.

## Bibliografía

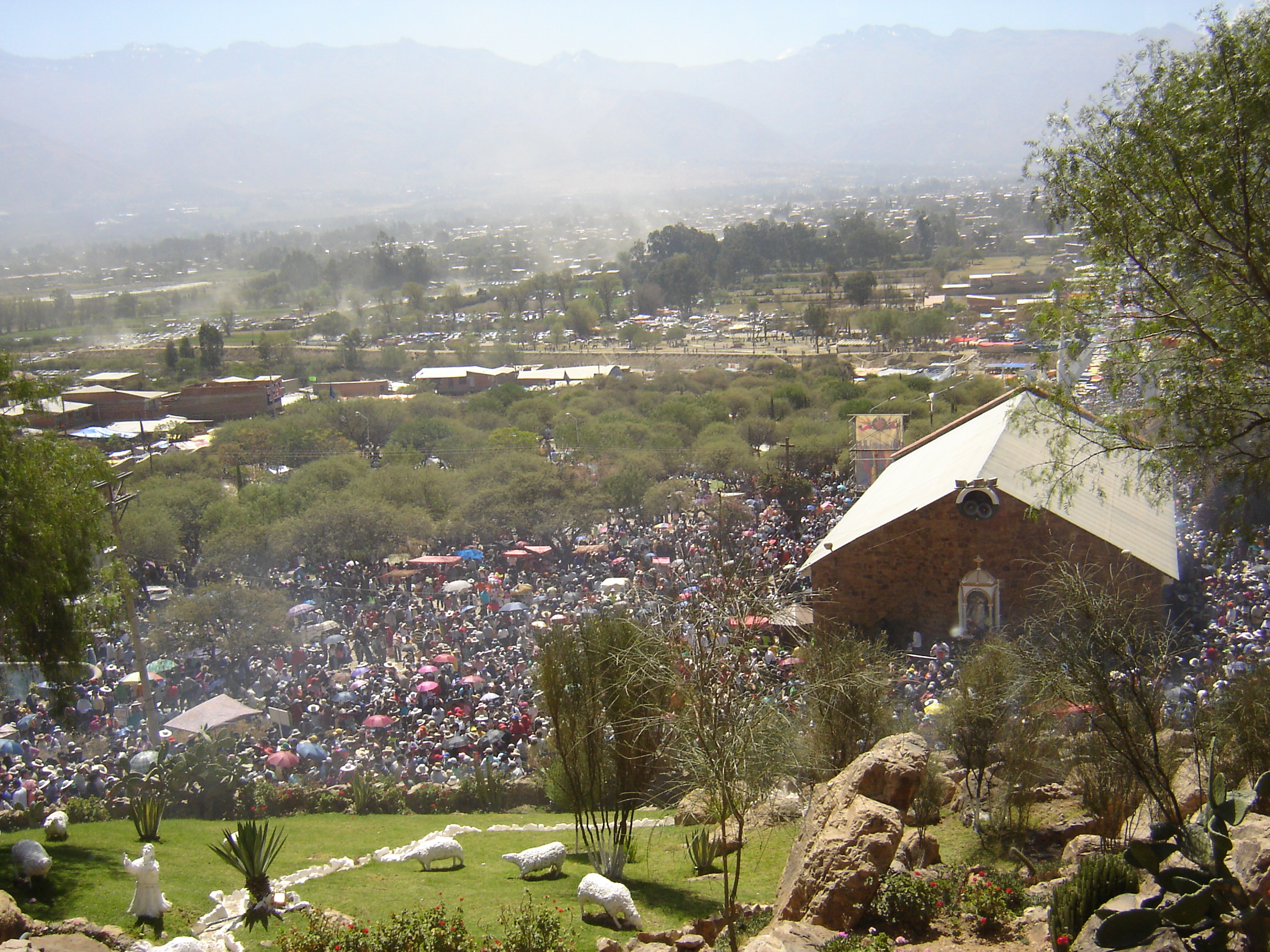
Peregrinos en el Cerro Quta.